# Мантиља
Мантиља је популарна женска одећа у Шпанији и латиноамеричким земљама уопште.  Од старог огртача, којим су се жене традиционално покривале, еволуирала је у елегантан покривач за главу од богато украшене чипке ( чипка од свиленог конца ), шантиља или тила. Уобичајено се носи у процесијама Страсне недеље, борбама бикова и другим традиционалним догађајима, поред тога што је свечана одећа „куме“ на крштењима и венчањима. Често се допуњује чешљем.

## Опште информације
Како напомињу савремени шпански приручници о бонтону, мантијљс се носи у случају неког посебног догађаја ( венчање, борба с биковима, итд.).
Дужина мантиље се израчунава према личним димензијама њеног власника. На предњој страни треба да буде дужине руке, а позади скоро до краја бутине. 
Да би се спречилило „летење” мантиље на ветру, препоручљиво је да се закачи  на одећу на неупадљив начин (обично на раменима)  .
Ако се венчање одржава током дана, мантиља се носи са кратком хаљином. А ако се венчање одржава увече, иста мантиља се носи са дугом хаљином. Мантиља се носи и током верских обреда венчања, као и за венчања са писаним бонтоном (када младожења носи вечерње одело или фрак ).

### Боја мантиље
Како традиција налаже, белу мантиљу или мантиљу од слоноваче носе само неудате девојке, а црну мантиљу препуштају удатим дамама (иако се ова традиција, као и многе друге, данас можда не узимају у обзир) .

### Чипка на мантиљи

#### Врсте чипке
Међу многим варијантама чипке, најчешће коришћена за мантиље била је болило (ручно рађена чипка), посебно Блонда и Шантили варијанта.
- Блонда  (Blonda) — Ова врста свилене чипке је направљена од две врсте свиле (ткана основа и шљокицасти вез), а карактеришу је велики цветни мотиви, посебно дуж ивице, названи пунтас де цастануела . Карактерише га употреба крупних мотива, пре свега флоралних, који се израђују у свили, сјајнијој од главног дела мантиле (који је мат за већи контраст са везом). Има веома необичне карактеристичне карактеристике, на пример, таласасте ивице, које неки аутори називају „зуби кастанета“ ( пунтас де цастануелас ) због сличности са њима.
- Шантили (Chantilly) — у производњи се користи лаган и елегантан материјал пореклом из француског града. Уобичајено је да мантила буде богато извезена разним шарама – украшена биљним мотивима – цвећем, лишћем и венцима. Ова чипка је етеричнија и сматра се погоднијом за црне мантиле.
- Тил (Tul) — је танак и провидан материјал од свиле, лана или памука. Овај материјал је најобичнији и најпроходнији материјал за мантије. Користи се као имитација плавуше и Цхантилли мантије.

#### Техника израде чипке
Тренутно постоји неколико врста техника за израду мантиља  :
- Машински рађена мантиља (La mantilla mecánica) — све се прави машински, а упркос томе што савршено имитира плаву мантиљу, особа упућена у уметност чипке лако је препознаје.
- Техника плаве боје  (La técnica de la blonda) — користе се две врсте свиле: неуплетени конац, за декоративне елементе; и конци финији и тордирани, од гранадинске свиле, за израду основе и украшавање убода. Ово се зове чипка на бобину .
- Техника везене плаве или гранадинске чипке (La técnica blonda bordana o encaje granadino) —   је везена чипка. Креиран је на бази машински рађеног тила уз помоћ веза на врху, имитирајући текстуру ручно рађене плавуше.

## Врсте мантиље
Мантиље се на глобалном нивоу разврставају према изгледу, географском пореклу и боји:

### Према изгледу
- Мантиља од чипке или свилене чипке, са крупним цветним мотивима од светлије свиле, са таласима на ивицама или "врховима кастанета".
- Шантили мантиља, израђена од лагане тканине пореклом из овог француског града и извезена различитим мотивима.
- Мантиља од тила, танка и провидна тканина (од свиле, конца или памука). Користи се као имитација чипке и шантиљи мантиље.

### Према географији
- Кастиљанска мантиља
- Леонеса мантиља
- Арагонска мантиља
- Жене са мантиљама на коридиАндалузијска мантиља

### Према догађају
- Сахрани
- Венчању
- Кориди
- Васкрсењу